# Vương Hải
Vương Hải (tiếng Trung: 王海; sinh năm 1961) là Phó Đô đốc Hải quân Quân Giải phóng Nhân dân Trung Quốc (PLAN). Ông hiện là Ủy viên dự khuyết Ban Chấp hành Trung ương Đảng Cộng sản Trung Quốc khóa XIX, Tư lệnh Hải quân trực thuộc Chiến khu Nam bộ Quân Giải phóng Nhân dân Trung Quốc phụ trách địa bàn Biển Đông. Trước đó, ông là Phó Tư lệnh Hải quân Quân Giải phóng Nhân dân Trung Quốc từ năm 2015 đến tháng 1 năm 2017.

## Tiểu sử
Vương Hải sinh năm 1961, người Chu Sơn, tỉnh Chiết Giang. Ông công tác lâu năm ở Hạm đội Nam Hải của Hải quân Trung Quốc từng đảm nhiệm chức vụ Chi đội trưởng Chi đội 9 tàu khu trục. Sau đó, là Trợ lý Tham mưu trưởng Hải quân Quân Giải phóng Nhân dân Trung Quốc và Phó Tư lệnh Lực lượng Hàng không thuộc Hạm đội Nam Hải, Hải quân Trung Quốc.
Tháng 7 năm 2010, Vương Hải được phong quân hàm Chuẩn đô đốc. Ngày 25 tháng 9 năm 2012, chiếc tàu sân bay đầu tiên của Trung Quốc mang tên Liêu Ninh đã chính thức được đưa vào sử dụng, Vương Hải được bổ nhiệm làm Tư lệnh lực lượng tàu sân bay Liêu Ninh.
Tháng 1 năm 2014, Vương Hải được bổ nhiệm giữ chức Tham mưu trưởng Hạm đội Bắc Hải, kế nhiệm Chuẩn đô đốc Ngụy Cương. Tháng 7 năm 2015, ông được bổ nhiệm làm Phó Tư lệnh Hải quân Quân Giải phóng Nhân dân Trung Quốc (PLAN).
Tháng 7 năm 2016, ông được thăng quân hàm Phó Đô đốc. Tháng 1 năm 2017, Vương Hải được bổ nhiệm giữ chức vụ Tư lệnh Hải quân Chiến khu Nam bộ Quân Giải phóng Nhân dân Trung Quốc thay cho Phó Đô đốc Thẩm Kim Long. Ngày 24 tháng 10 năm 2017, tại Đại hội Đảng Cộng sản Trung Quốc lần thứ XIX, ông được bầu làm Ủy viên dự khuyết Ban Chấp hành Trung ương Đảng Cộng sản Trung Quốc khóa XIX.